# Ourton
Ourton é uma comuna francesa na região administrativa de Altos da França, no departamento de Pas-de-Calais. Estende-se por uma área de 5,28 km². Em 2010 a comuna tinha 776 habitantes (densidade: 147 hab./km²).